# Enrique Wirth
Enrique Wirth (data desconhecida) é um ex-pentatleta olímpico argentino. 

## Carreira
Enrique Wirth representou a Argentina nos Jogos Olímpicos de 1948, na qual ficou na 11° posição no individual. 